# الجيل الثاني من أنظمة ألعاب الفيديو
بدأ الجيل الثاني من ألعاب الحاسوب والفيديو في عام 1976 بإطلاق وحدة تحكم (Fairchild Channel F) ونظام (1292 Advanced Programmable Video System) من شركة (Radofin Electronics). وتزامنت هذه الاصدارات مع العصر الذهبي لألعاب الآركيد (golden age of arcade video games) الذي كان دافعاً جزئياً لظهورها، الجدير بالذكر أن هذه الفترة كانت عصر الذروة لشعبية هذه الألعاب واستحداثها إلى حد متوسط.
وشهدت الفترة المبكرة إطلاق عدة وحدات تحكم بسبب ظهور شركات مختلفة في السوق، وجاءت الاصدارات اللاحقة في استجابة مباشرة لما سبقها. كانت وحدة تحكم (Atari 2600) تتصدر منافسيها على مدى فترات طويلة من الجيل الثاني، وكانت تناسفها وحدات تحكم مثل (Intellvision)، و (Odyssey)، و (ColecoVision).
وكان للجيل الثاني إرث مختلط متأثر بتهاوي ألعاب الفيديو عام 1983، وذلك قبل عامين من ظهور نظام نينتندو إنترتينمنت سيستم (NES) في الولايات المتحدة. وقد أوُقفت وحدة تحكم (Atari 2600) مُنهية بذلك الجيل الثاني في الأول من يناير (كانون الثاني) عام 1992. دام الجيل الثاني لسبعة أعوام منذ بدايته في عام 1976 إلى أن انتهى ببداية الجيل الثالث في عام 1983. ونظراً للعمر الطويل الذي عاشته وحدة تحكم (Atari 2600) من عام 1977 إلى عام 1992 فقد كان الجيل الثاني أطول جيل على الإطلاق.
وتتضمن المواصفات التي ميزت وحدات تحكم الجيل الثاني من الجيل الأول:
- منطق لعب قائم على معالج دقيق.
- محاكاة بالذكاء الاصطناعي للخصوم في اللعبة، مما يسمح باللعب الفردي.
- خراطيش روم لتخزين الألعاب، مما يسمح بلعب عدة ألعاب مختلفة على نفس وحدة التحكم.
- مساحة اللعب ممتدة على صور متعددة (والمقصود بذلك أن بيئة اللعب مقسمة على عدة صور، فعندما تصل شخصية اللعبة إلى طرف الشاشة فهي تخرج من الشاشة الحالية وتدخل إلى شاشة أخرى في نفس بيئة اللعب).
- نقوش متحركة بسيطة بدقة حوالي 160×192 بكسل.
- رسومات بالألوان الأساسية، أي حوالي لونين في كل 1 بت و16 لون في كل 4 بت.
- ثلاث قنوات صوتية.
- افتقرت لميزات الجيل الثالث، كميزة مساحة اللعب التي تتكون من وحدات صغيرة ويمكن تحريكها لأعلى أو أسفل.

## تاريخها

### وحدات تحكم 8 بت المنزلية الأولى (1976-1988)

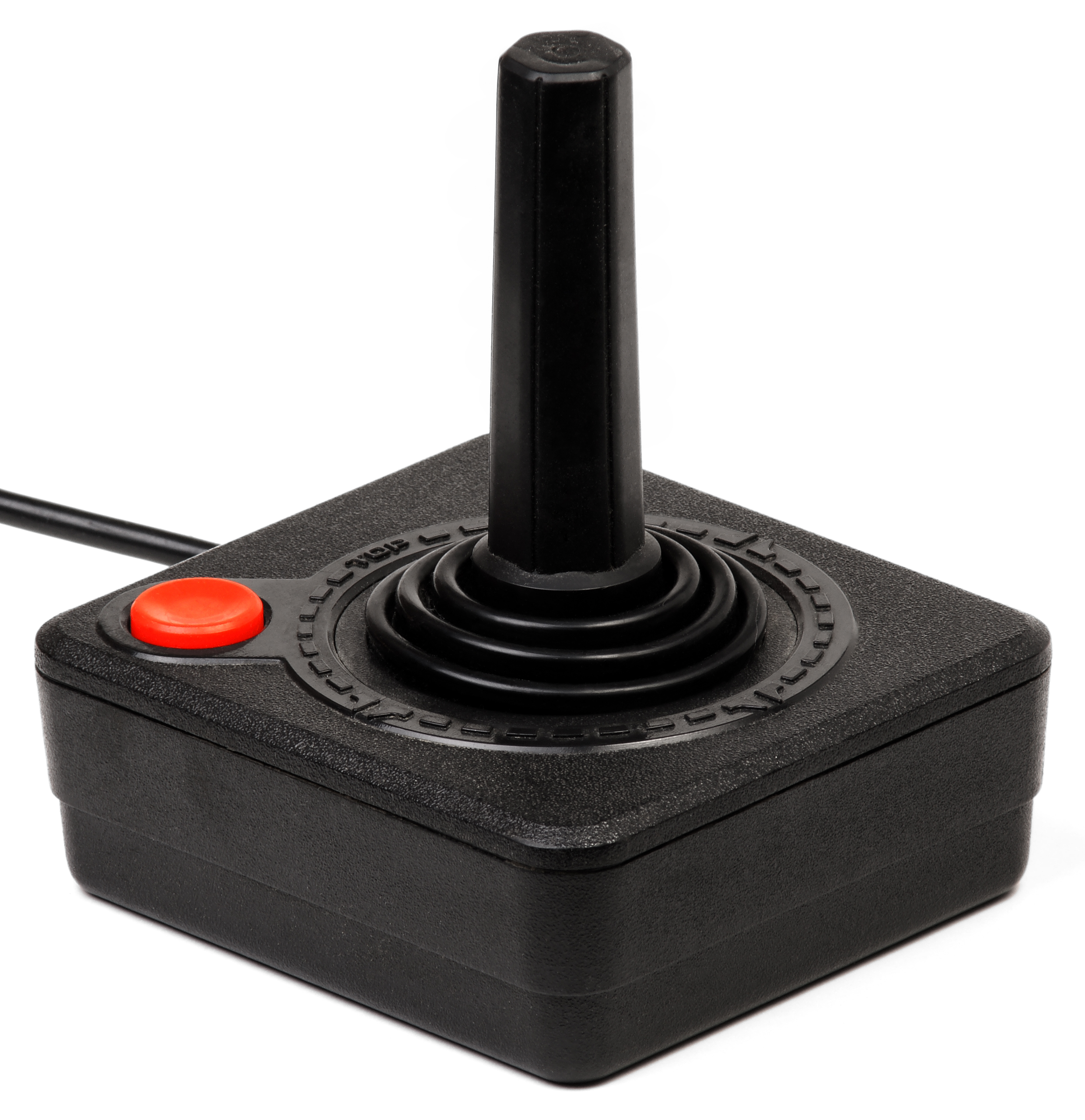
عصا تحكم لجهاز أتاري 2600

(Magnavox Odyssey) وهي أولى وحدات التحكم كانت تعتمد على خراطيش قابلة للإزالة وبداخلها وصلات تعمل على تنشيط اللعبة المركبة مسبقاً بداخل وحدة التحكم. وتم تغيير هذه الطريقة عندما ظهرت وحدات تحكم (Pong) التي كان منطق تعدد الألعاب بها مشفر على رقاقات باستخدام منطق منفصل، ولا يمكن إضافة أي ألعاب أخرى لها. وفي منتصف السبعينات، ظهرت الخراطيش مرة أخرى بظهور وحدات التحكم القائمة على (CPU). وظهرت معها ألعاب بشفرة خاصة لتعمل على المعالجات الدقيقة، هذه الألعاب كانت محروقة على رقاقات (ROM) تم تركيبها داخل خرطوشة بلاستيكية، التي تركب بدورها في فتحة على وحدة التحكم. وعند تركيبها يقوم المعالج العام في وحدة التحكم بقراءة ذاكرة الخرطوشة وتشغيل أي برنامج مخزن بها. فأصبح بإمكان المستخدمين تجميع العديد من خراطيش الألعاب، لأن هذه الخراطيش لم تكن مقيدة بمجموعة صغيرة من الألعاب.
وحدة تحكم (Fairchild VES) كانت الأولى في العالم تعمل بـ (CPU) مع خراطيش لتخزين الألعاب. وقد أطلقتها شركة (Fairchild Semiconductor) في أغسطس (آب) عام 1976. وعند إطلاق (Atari) لنظام (VCS) في العام اللاحق، سارعت (Fairchild) لتغيير اسم جهازها ليصبح (Fairchild Channel F).
أطلقت شركة (RCA) وحدة تحكم (RCA Studio II) في يناير (كانون الثاني) عام 1977. وكانت الرسوم الجرافيكية في هذا الجهاز باللونين الأبيض والأسود مماثلة لوحدات تحكم (Pong) ونسخها. ولم يكن لهذا الجهاز أي عصي تحكم أو ما يشابهها، ولكن كانت بها لوحتا مفاتيح كل واحدة بها عشرة مفاتيح مدمجة على وحدة التحكم نفسها. ويصدر الجهاز صوت «بيب» بسيط باختلافات بسيطة في الحدة والطول.
في عام 1977، أطلقت (Atari) وحدة تحكم بـ (CPU) وأطلق عليها (Video Computer System, VCS) التي سميت فيما بعد (Atari 2600). وقد أُطلقت لها تسع ألعاب خلال موسم العطلات، وسرعان ما أصبحت وبفارق كبير أشهر وحدة تحكم من جيلها.
أُطلق جهاز (Bally Astrocade) في عام 1977 وكان يُعرف بـ (Bally Home Library Computer)، وكان متوفراً فقط عبر الطلب بالبريد. وبما أن تصنيع الجهاز يستغرق وقتاً هذا يعني أنه لم يتم شحن أي جهاز حتى عام 1978، وفي ذلك الوقت تم تغيير اسم الجهاز لـ (Bally Professional Arcade). فحقق هذا الجهاز معظم مبيعاته لمحلات الحاسوب ومبيعات قليلة بالتجزئة على عكس جهاز (Atari VCS). في عام 1979، لم يعد لشركة (Bally) أي اهتمام بسوق الآركيد (arcade) فقررت تصفية قسم المنتجات الاستهلاكية، بما فيه تصنيع وتطوير وحدات تحكم الألعاب. وفي عام 1980، أطلقت الشركة الجهاز مجدداً مع خرطوشة أساسية مجانية، وقد تم تغيير هذا الجهاز المعروف سابقاً بـ (Bally Computer System) ليصبح (Astrocade) في عام 1982. وكان يباع بنفس الاسم حتى تهاوي ألعاب الفيديو في عام 1983، واختفى هذا الجهاز في عام 1984 تقريباً.
في عام 1978، أطلقت (Magnavox) جهاز (Odyssey 2) في الولايات المتحدة وكندا، وهو جهاز يعمل بمعالج دقيق. كما أطلقت شركة (Philips Electronics) نفس الجهاز ولكن باسم مختلف وهو (Philips G7000) في الأسواق الأوروبية. ومع أن جهاز (Odyssey 2) لم يصل لشهرة أجهزة (Atari) ولكن الشركة تمكنت من بيع ملايين النسخ منه حتى عام 1983. شركة (Philips) قد أصدرت عائلة أجهزة (Interton VC 4000) الأكثر قوة قبل ذلك، ومنها جهاز (1292 Advanced Programmable Video System).
في 1979، تم إنشاء شركة (Activision) على يد مبرمجين سابقين في شركة (Atari) الذين كانوا ساخطين عليها. وبذلك أصبحت أول مطور من الطرف الثالث لألعاب الفيديو. وفي الأعوام اللاحقة ظهر الكثير من المطورين الجدد على خطاهم.
(Intellivision) كان الإصدار الضخم التالي والذي كان من شركة (Mattel) في 1980. على الرغم من أن هذا الجهاز ظهر قبل عهد «الـ16 بت» زمنياً ولكن كان به معالج فريد من نوعه بمجموعة تعليمات عرضها 10 بت تسمح بتنوع التعليمات وسرعتها، وسجل بعرض 16 بت. ويدعم رقاقة صوت متطورة يمكنها إخراج الصوت على ثلاث قنوات صوتية مختلفة. وسرعان ما نفدت الكمية بعد إطلاق الجهاز في 1980.
(Intellivision) كان أول جهاز يشكل تهديداً صريحاً لسيطرة (Atari). حيث كانت تعرض العديد من الإعلانات التلفزيونية التي يظهر فيها (George Plimpton) وهو يشرح تفوق جهاز (Intellivision) صوتاً وصورة باستخدام مقارنات بين الألعاب جنباً لجنب. ومع ذلك فقد كانت (Atari) مسؤولة عن معظم ألعاب الآركيد (arcade) الشهيرة في ذلك الوقت، مما جعلها تطور أجهزتها السابقة التي طرحتها في السوق. هذه الأفضلية في الألعاب والفرق في السعر بين الجهازين جعل من (Atari) تحقق مبيعات سنوية أكثر مما حققته (Intellivision)، الأمر الذي أطال في فترة تقدمها على الرغم من جودة الصور الرديئة. وكانت الحاجة لسعر التعادل مؤثراً على كل المنافسات بين وحدات التحكم منذ ذلك الحين.
شهد عام 1982 إطلاق أربع وحدات تحكم جديدة وهي: (Emerson Arcadia 2001)، و (Vectrex)، و (ColecoVision)، و (Atari 5200). وحدة تحكم (Vectrex) كانت فريدة من نوعها بين الأنظمة المنزلية بإستخدامها الرسوميات المتجهية واحتوائها على جهاز عرض ذاتي، بينما كانت (Arcadia) و (ColecoVision) أكبر قوة من ذلك.
وتأثرت شعبية وحدات تحكم هذا الجيل بمنافذ ألعاب الآركيد (ports of arcade games). وحدة تحكم (Atari 2600) كانت الأولى بـ (Space Invaders)، أما (ColecoVision) فقد جُمعت في لعبة (Donkey Kong) من شركة (Nintendo).
كانت الخراطيش الأولى بسعة (2KB ROMs) لجهاز (Atari 2600) وبسعة (4 KB) لجهاز (Intellivision). وازداد الحد الأعلى للسعة بشكل مطرد من 1978 إلى 1983 حتى وصل إلى (16 KB) لجهازي (Atari 5200) و (Intellivision)، و (32 KB) لجهاز (ColecoVision). تقنية تبديل البانكس (Bank switching) - التي تسمح لجزئين مختلفين من البرنامج باستخدام نفس عناوين الذاكرة - كانت ضرورية لتشغيل الخراطيش الأكبر. ووصل حجم خراطيش (Atari 2600) حتى (32k) ((Final Run باستخدام تقنية تبديل البانكس (bank switching). بالمقارنة مع بعض أجهزة عائلة (Arcadia) كجهاز (Palladium VCG) التي كانت تدعم حتى (31 KB) بدون الحاجة لنفس التقنية. وقد حدت أسعار (RAM) المرتفعة وحدات التحكم بحد من بسيط من مساحة (RAM) الداخلية غالباً أقل من (1 KB)، وخصوصاً في بداية فترة الجيل الثاني. وعلى الرغم من أن الحد لمساحة الخراطيش (ROM) كان في زيادة مستمرة، إلا أن حد مساحة (RAM) الداخلية كان جزء من وحدة التحكم نفسها، ولذلك كان على جميع الألعاب أن تعمل ضمن قيوده. وفي مثل حالة جهاز (Atari 2600) الذي كان به (128 Bytes) من مساحة (RAM) تم إصدار خراطيش لاحقة بها رقاقات (RAM/ROM) معاً، وبذلك تضيف (256 bytes) لمساحة (RAM) من الخرطوشة نفسها.
وفي عام 1982، كان قد ظهر كم هائل من وحدات التحكم والألعاب ذات الجودة الرديئة التي اصدرها مطورون من الطرف الثالث أقل جاهزية من مطوري شركة (Activision)، حيث أغرقوا رفوف المتاجر باصداراتهم. وقد أدى هذا الفائض لتهاوي صناعة ألعاب الفيديو بداية من ديسمبر (كانون الأول) 1982 إلى 1984. ولم تصدر تقريبا أي ألعاب في 1984.

## الأنظمة المنزلية

### مقارنة
| اسم الجهاز           | Fairchild Channel F                                                                                              | Atari 2600 | Bally Astrocade                                                                  | Magnavox Odyssey² | Intellivision |
| -------------------- | --- | --- | -------------------------------------------------------------------------------- | --- | --- |
| المُصنّع               | Fairchild Semiconductor                                                                                          | Atari | Bally Technologies                                                               | Magnavox | Mattel |
| صورة الجهاز          | | |                                                                                  | | |
| السعر عند الإطلاق    | 169.95 دولار أمريكي (تساوي 707.00 دولار في 2015)                                                                 | 200 دولار أمريكي (تساوي 781.00 دولار في 2015) | لا يوجد                                                                          | 200 دولار أمريكي (تساوي 726.00 دولار في 2015) 49,800 يورو | 299 دولار أمريكي (تساوي 859.00 في 2015)                                                                                              |
| تاريخ الإطلاق        | الولايات المتحدة: أغسطس (آب) 1976                                                                                | الولايات المتحدة: 11 سبتمبر (أيلول) 1977 أوروبا: 1978 اليابان: مايو (أيار) 1983 | الولايات المتحدة: 1977                                                           | الولايات المتحدة: 1978 أوروبا: ديسمبر (كانون الأول) 1978 اليابان: 1982 البرازيل: 1983 | الولايات المتحدة: التسويق التجريبي في 1979 والإطلاق الرسمي في 1980 أوروبا: 1982 اليابان: 1982                                        |
| الوسائط              | خرطوشة | خرطوشة وكاسيت (يتوفر الكاسيت مع ملحقات الطرف الثالث) | خرطوشة وكاسيت/قرص مرن متوفر مع وحدة ZGRASS                                       | خرطوشة | خرطوشة |
| الألعاب الأكثر مبيعاً | لا يوجد | لعبة (Pac-Man) سبعة ملايين (من 1 سبتمبر (أيلول) 2006) | لا يوجد                                                                          | لا يوجد | (Astrosmash) مليون واحد |
| التوافق              | لا يوجد | لا يوجد | لا يوجد                                                                          | لا يوجد | ألعاب (Atari 2600) بإستخدام وحدة (System Changer)                                                                                    |
| الملحقات (بالتجزئة)  | لا يوجد | - جهاز تحكم القيادة - لوحة مفاتيح - Game Brain - Starpath Supercharger - GameLine | - وحدة (ZGRASS)                                                                  | - الصوت - وحدة الشطرنج | - لوحة المفاتيح (تم إلغائها) - Entertainment Computer System - Intellivoice                                                          |
| CPU                  | معالج (Fairchild F8) 1.79 MHz/PAL 2.00 MHz                                                                       | معالج (MOS Technology 6507) 1.19 MHz | معالج Zilog Z80 1.789 MHz                                                        | معالج Intel 8048 8-bit microcontroller 1.79 MHz | معالج General Instrument CP1610 894.886 kHz                                                                                          |
| الذاكرة              | 64 بايت رام أساسي 2 كيلوبايت رام الفيديو (2×128×64 بت)                                                           | 128 بايت رام بداخل رقاقة (مساحة رام الاضافية قد تضاف داخل خراطيش الألعاب) | 4 كيلوبايت رام تصل 64 كيلوبايت مع الوحدات الخارجية في منفذ التوسعة               | المعالج الداخلي: 64 بايت رام الصوت والفيديو: 128 بايت رام | 1.456 كيلوبايت رام أساسي |
| مواصفات الفيديو      | - الدقة: (102×58) إلى (128×64) بكسل - الرؤية: (128×64 framebuffer) - الألوان: 8 ألوان، 4 كحد أقصى في كل سكانلاين | - الدقة: (192×160) - 2 نقوش متحركة، 2 صواريخ، وكرة في كل سكانلاين (النقوش المتحركة يمكن أن تستخدم عدة مرات من خلال أوامر HMOVE) - 2 ألوان للخلفية و2 ألوان للنقوش المتحركة (لون لكل نقش) في كل سكانلاين، لوحة من 128 لون (NTSC) أو 104 لون (PAL) | - الدقة: حقيقي 160×102/أساسي 160×88/تمديد رام 320×204 - الألوان: 8 حقيقي/2 أساسي | - الدقة: 160×200 (NTSC) - 16 لون ثابت، 8 ألوان للنقوش المتحركة - 4 8×8 أحادية اللون، نقوش متحركة محددة للمستخدم - 12 8×8 شخصيات أحادية اللون، 64 شكل داخل ROM BIOS - 4 شخصيات رباعية - 9×8 للخلفية، نقاط خطوط أو مربعات | - 159×69 بكسل (عرض 159×192 على شاشة التلفاز، مما يضاعف السكانلاين) - لوحة من 16 لون يمكن عرضها على الشاشة دفعه واحدة - 8 نقوش متحركة |
| مواصفات الصوت        | صوت أحادي بـ: - نغمات 500 هرتز، و1 كيلوهرتز، و1.5 كيلوهرتز - يمكن تعديله بشكل سريع ليصدر نغمات مختلفة            | صوت أحادي بـ: - قناتين صوتيتين - تردد صوتي 5 بت و4 بت تحكم في الصوت - 4 بت تحكم في مستوى الصوت لكل قناة | صوت أحادي بـ: - ثلاثة أصوات - تأثير الضوضاء/الاهتزاز                             | صوت أحادي بـ: - 24 بت تسجيل التحويل على ترددين - مولد ضوضاء | صوت احادي بـ: - ثلاث قنوات صوتية - مولد ضوضاء واحد                                                                                   |

| اسم الجهاز           | Emerson Arcadia 2001                                   | ColecoVision | Atari 5200 | Vectrex                                                                                            |
| -------------------- | ------------------------------------------------------ | --- | --- | -------------------------------------------------------------------------------------------------- |
| المُصنّع               | Emerson Radio Corporation                              | Coleco | Atari | General Consumer Electric and Milton Bradley                                                       |
| صورة الجهاز          |                                                        | | | |
| السعر عند الإطلاق    | لا يوجد                                                | 199 دولار أمريكي (تساوي 488 دولار في 2015) | 270 دولار أمريكي (تساوي 662 دولار في 2015) | 199 دولار أمريكي (تساوي 488 دولار في 2015)                                                         |
| تاريخ الإطلاق        | الولايات المتحدة: 1982                                 | الولايات المتحدة: أغسطس (آب) 1982 أوروبا: مايو (أيار) 1982 | الولايات المتحدة: نوفمبر (تشرين الثاني) 1982 | الولايات المتحدة: نوفمبر (تشرين الثاني) 1982 أوروبا: مايو (أيار) 1983 اليابان: يونيو (حزيران) 1983 |
| الوسائط              | خرطوشة                                                 | خرطوشة وكاسيت متوفر مع Expansion #3 | خرطوشة | خرطوشة                                                                                             |
| الألعاب الأكثر مبيعاً | لا يوجد                                                | مرفقة مع الجهاز (Donkey Kong) | لا يوجد | لا يوجد                                                                                            |
| التوافق              | لا يوجد                                                | تتوافق مع (Atari 2600) باستخدام (Expansion #1) | ألعاب (Atari 2600) من خلال محول خراطيش 2600 | لا يوجد                                                                                            |
| الملحقات (بالتجزئة)  | لا يوجد                                                | - Expansion #1 - Expansion #2 - Expansion #3 - Roller Controller - Super Action Controller Set                                                                           | - جهاز تحكم (Trak-Ball) - محول (Atari 2600) | - 3-D Imager - Light Pen                                                                           |
| CPU                  | معالج Signetics 2650 CPU 3.58 MHz                      | معالج Zilog Z80A 3.58 MHz | معالج Custom MOS 6502C 1.79 MHz (ليس 65c02) | معالج Motorola 68A09 1.5 MHz                                                                       |
| الذاكرة              | 512 بايت رام                                           | 1 كيلوبايت رام أساسي 16 كيلوبايت رام فيديو | 16 كيلوبايت دي-رام أساسي | 1 كيلوبايت رام أساسي                                                                               |
| مواصفات الفيديو      | - 128x208 / 128×104 - 8 ألوان                          | - الدقة: 256×192 - 16 لون على الشاشة (لون واحد لكل نقش متحرك) - 32 نقش متحرك (4 في كل سكانلاين) 8×8 أو 8×16 بكسل - بيئة لعب مكونة من مربعات صغيرة 8×8، مع قابلية التكبير | - الدقة: 80×192 (16 لون)، 160×192 (4 ألوان)، 320×192 (لونين) - 2 إلى 16 من 256 لون على الشاشة، حتى 256 (16 هيوز، 16لوما) على الشاشة (16 في كل سكانلاين) مع عرض القوائم - 14 وضع جرافيكي (6 نصوص، 8 بيتماب) - 8 نقوش متحركة، عرض ارتفاع كامل (1 أو 3 ألوان لكل نقش متحرك) - بيئة لعب قابلة للحركة أفقياً وعمودياً | - (vector CRT) داخلي                                                                               |
| مواصفات الصوت        | صوت أحادي بـ: - قناة واحده "بيبر" - قناة واحدة "ضوضاء" | صوت أحادي بـ: - 3 مولدات صوتية - مولد ضوضاء واحد | صوت أحادي بـ: - 4 قنوات صوتية | أحادي (سماعات داخلية)                                                                              |

### وحدات تحكم أخرى

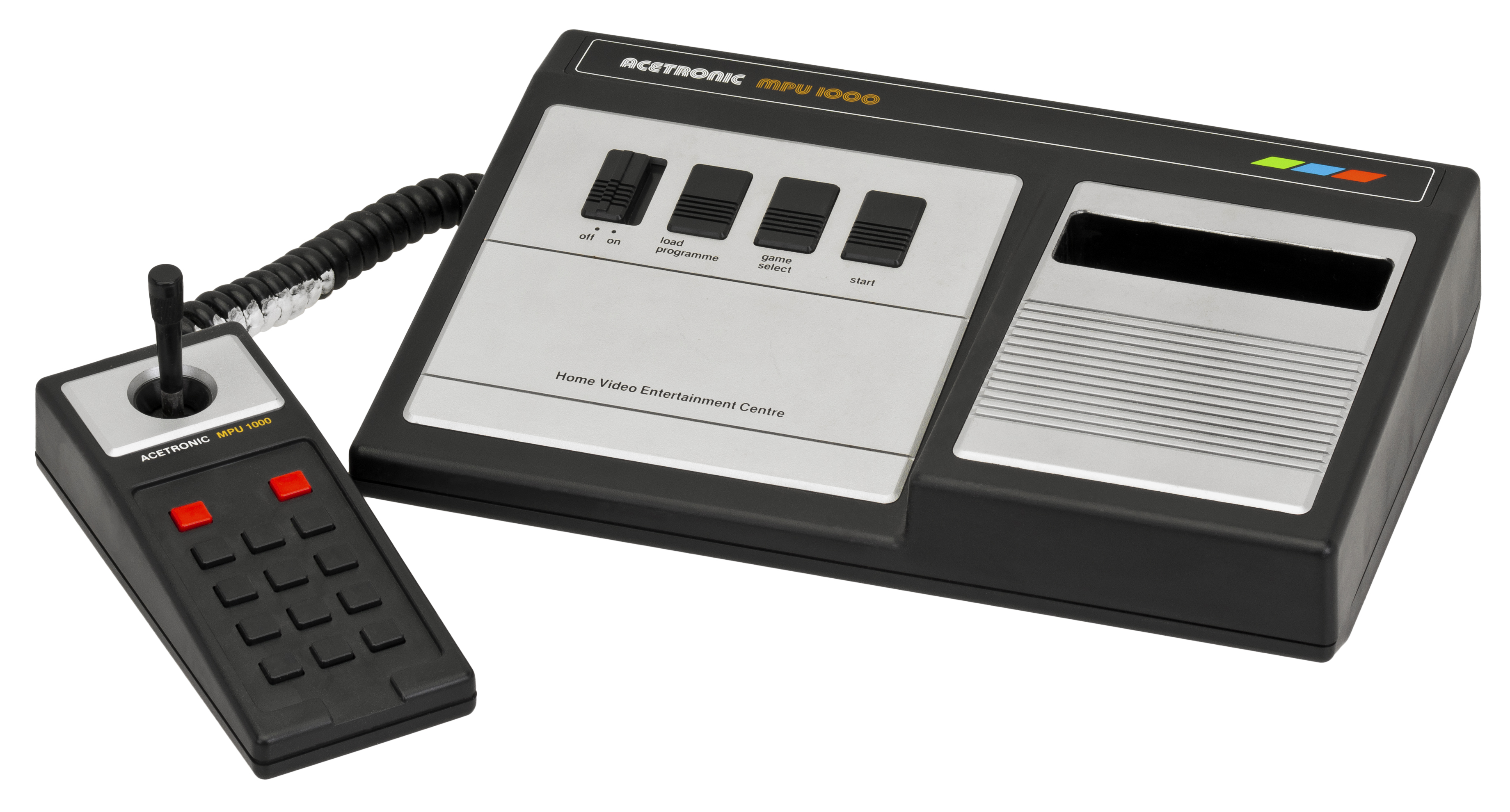
1292 Advanced Programmable Video System أُطلقت في 1976
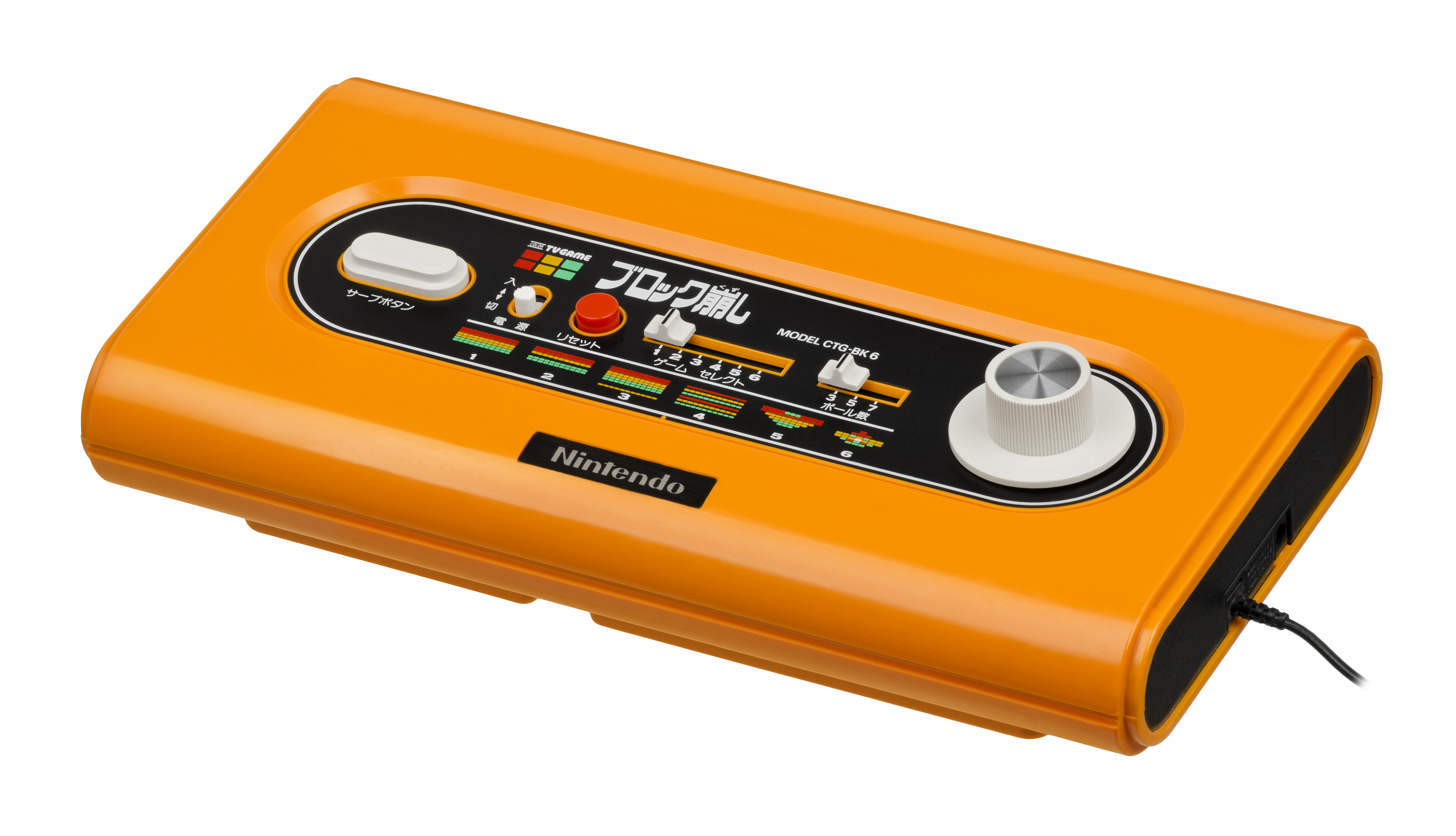
Nintendo Color TV-Game أُطلقت في 1977
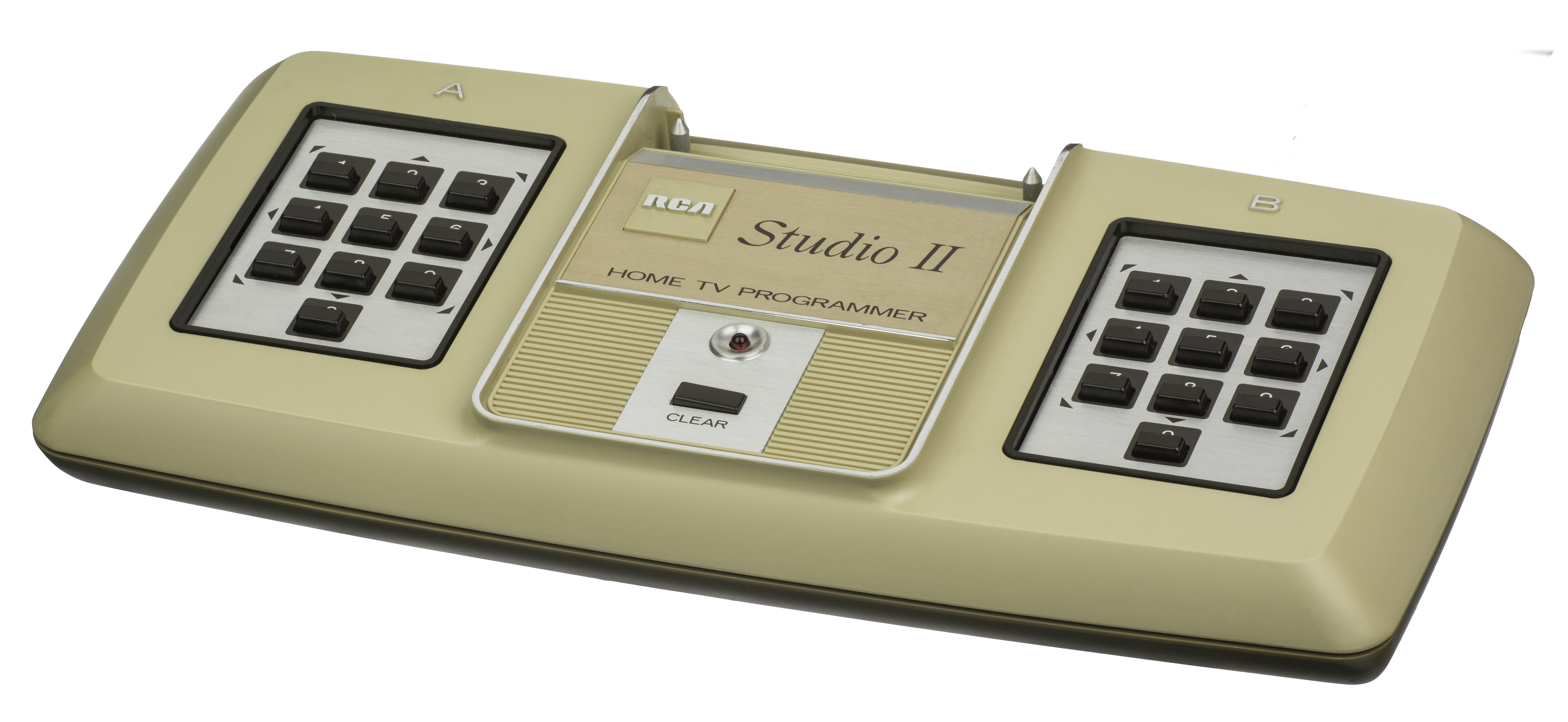
RCA Studio II أُطلقت في 1977
APF-MP1000 أُطلقت في 1978
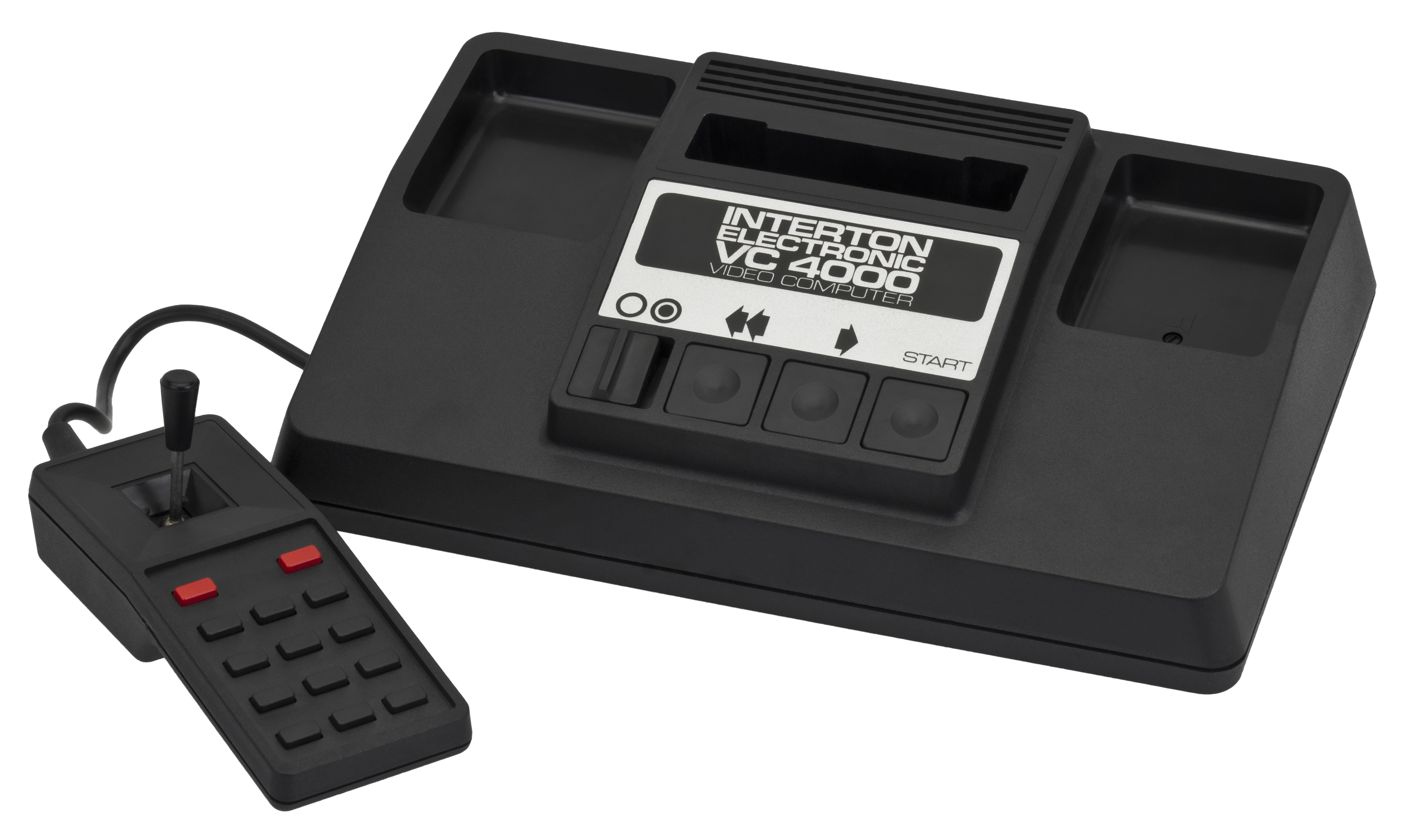
VC 4000 أُطلقت في 1978
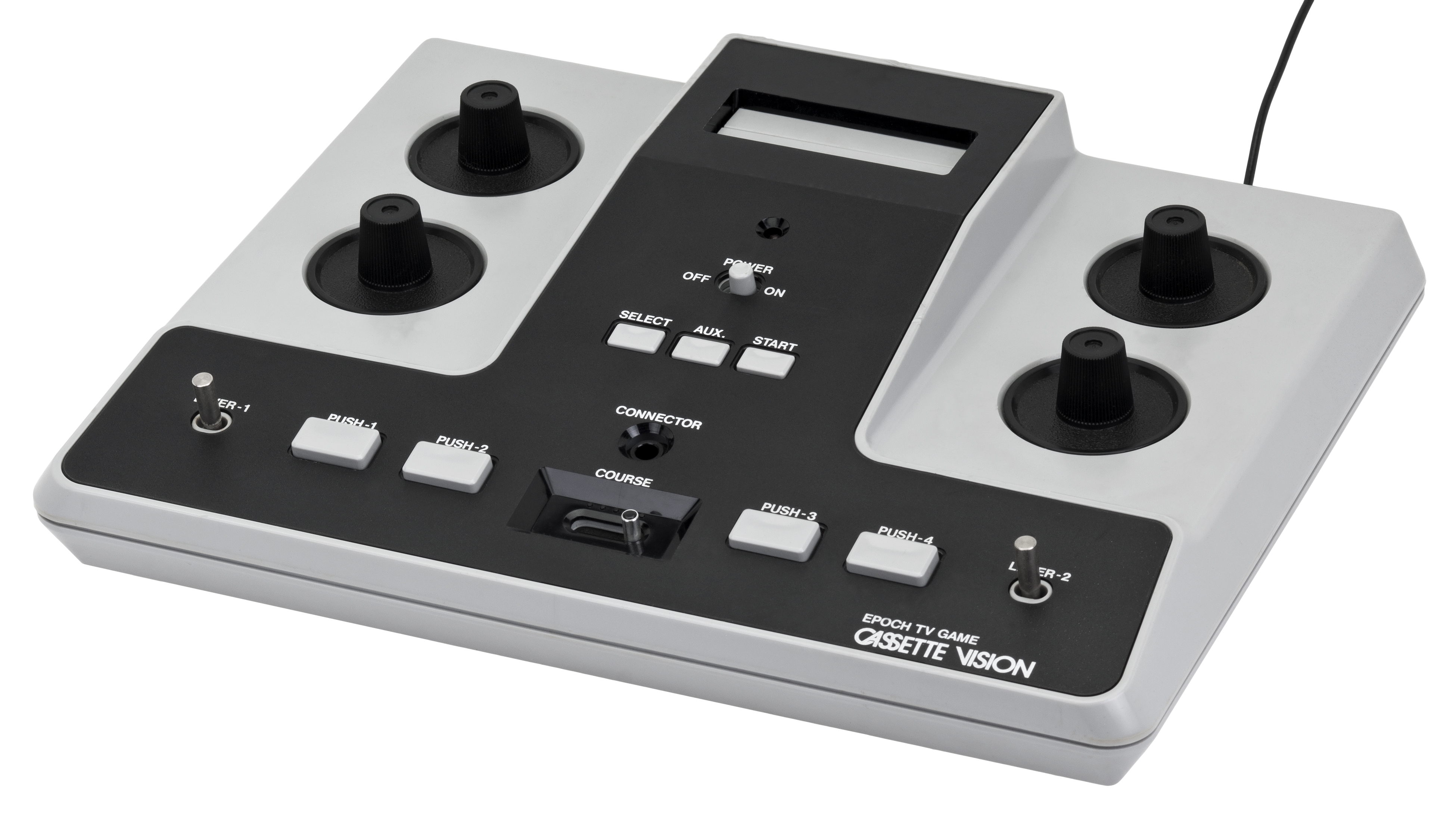
Epoch Cassette Vision أُطلقت في 1981

## الأنظمة المحمولة
(Microvision) كانت أول وحدة تحكم ألعاب محمولة بخراطيش قابلة للتغيير وهي من تصميم شركة (Smith Engineering)، أما البيع والتوزيع فكان لشركة (Milton-Bradley) وذلك في عام 1979. وبسبب شاشة (LCD) الصغيرة والضعيفة وخيارات الألعاب القليلة جداً، تم إيقافها بعد سنتين.
تم إطلاق (Epoch Game Pocket Computer) في اليابان في 1984. كان لهذا الجهاز شاشة (LCD) بدقة (75×64) وبإمكانها عرض صورة بنفس مستوى ألعاب (Atari 2600) الأولى. ولم تطلق سوى 5 ألعاب لهذا الجهاز لأن المبيعات كانت قليلة جداً.
أثبتت سلسلة أنظمة (Game & Watch) من شركة (Nintendo) نجاحها بمساهمتها في زيادة شهرة الأنظمة المحمولة حتى 1991. فقد تم إعادة إصدار الكثير من ألعاب هذا النظام لأنظمة (Nintendo) المحمولة اللاحقة.

### قائمة بالأنظمة المحمولة

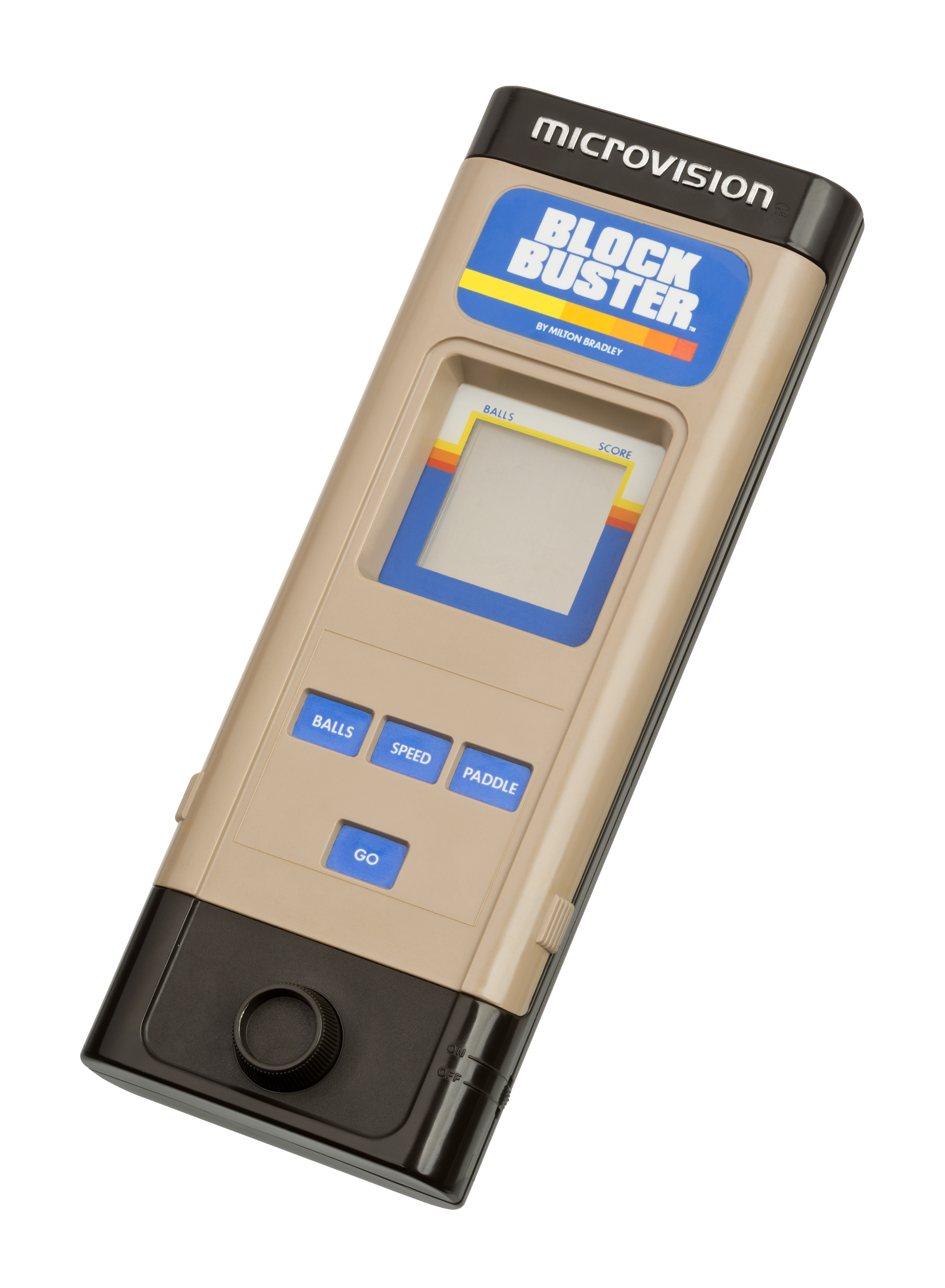
Milton Bradley Microvision (أُطلقت في 1979)
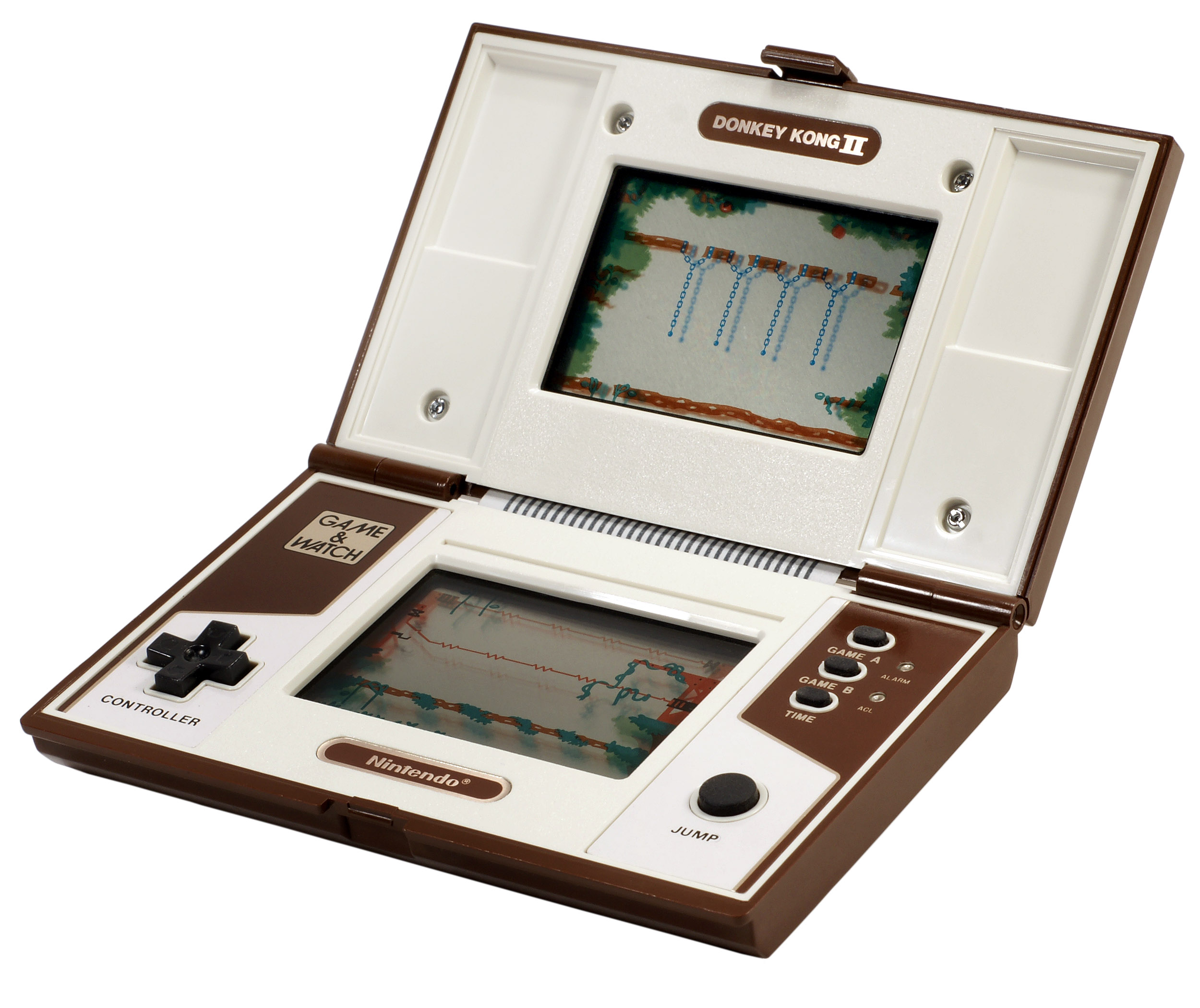
Nintendo Game & Watch (أُطلقت في 1980)
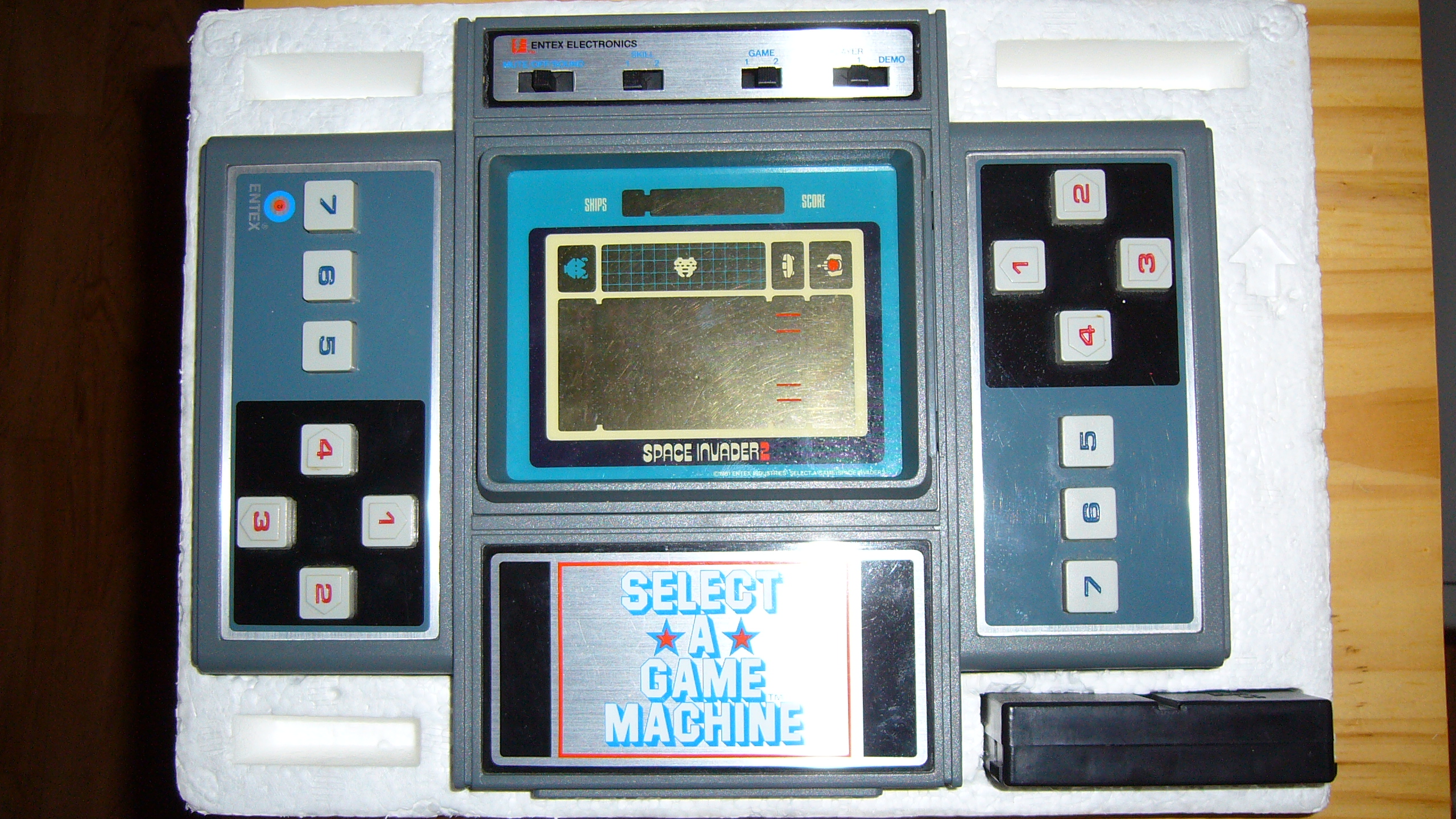
Entex Select-A-Game (أُطلقت في 1981)
Entex Adventure Vision (أُطلقت في 1982)
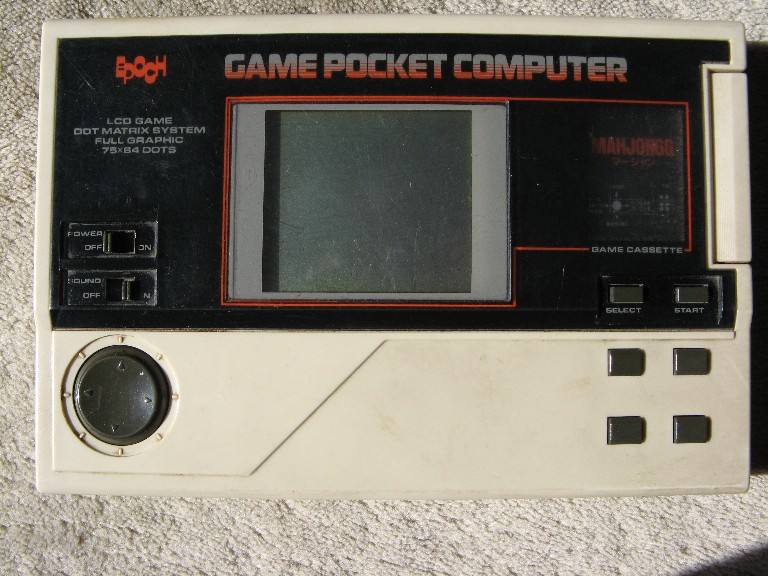
Epoch Game Pocket Computer (أُطلقت في 1984)

## المبيعات
تفوق جهاز (Atari 2600) على جميع أجهزة الجيل الثاني بعد بيعه ثلاثين مليون وحدة. وبحلول 1990 حقق جهاز (Intellivision) مبيعات تصل لثلاثة ملايين وحدة، وبذلك يكون أعلى بمليون واحد مما حققه جهاز (Odyssey2). أما جهاز (ColecoVision) فمجمل مبيعاته حتى إبريل (نيسان) 1984  هي مليونين وحدة، وهو ثمانية أضعاف ما حققه جهاز (Fairchild Channel F) خلال عام واحد أي 250000 وحدة.

## البرمجيات

### عناوين بارزة
| - Asteroids - Breakout - Defender - Donkey Kong - Frogger - Galaga - Galaxian - Mappy | - Mario Bros. - Mr. Do! - Pac-Man - Pitfall! - Q*bert - Space Invaders - Spy Hunter - Tempest |